# الظهر (حجة)
الظهر هي إحدى قرى الجمهورية اليمنية. وهي تتبع جغرافيًا لمحافظة حجة. وإداريًا لمديرية بني قيس الطور. يبلغ تعداد سكانها 2049 نسمة حسب الإحصاء الذي جرى عام 2004.